# Piz d'Arlas
Le piz d'Arlas est un sommet des Alpes, en Suisse (canton des Grisons), à 3 374 m d'altitude. Il est situé en Engadine. Il fait partie de la chaîne de la Bernina. Son unique voie d'accès oblige à passer une nuit au refuge Diavolezza situé à 2 972 m d'altitude et d'escalader le piz d'Arlas (AD+/4b). De nombreux alpinistes gravissent par la suite le piz Cambrena.